# Cacau Protásio
Anna Claudia Protásio Monteiro, más conocida como Cacau Protásio (3 de junio de 1975), es una actriz brasileña. Nació en la Ciudad de Río de Janeiro y fue criada en el barrio de Tijuca, junto con su madre y hermana.
Decidió inscribirse en la escuela de teatro, después de lo cual se formó como actriz en la Casa de Arte das Laranjeiras (CAL). 
A finales de 2013, la actriz se sometió a un régimen y perdió veinticinco libras. Cacau mantiene una relación con el fotógrafo Janderson Pires, con quien pretende casarse. 

## Trayectoria

### Televisión
- Trair e Coçar É Só Começar (2014) - Olímpia (Multishow)[5]
- Saltibum (2014) - Ella misma, participante (Rede Globo)
- Preciosa perla (2013) - Lindinha (Rede Globo)
- Vai que Cola (2013) - Terezinha (Multishow)[6]
- Dança dos Famosos 10 (2013) - Participante (Rede Globo)
- Avenida Brasil (2012) - Zezé (Rede Globo)[7]
- Cuchicheos (2010) - Fátima (Rede Globo)[8]
- Malhação (2009; Rede Globo)
- A Diarista (2007; Rede Globo)
- Linha Direta (2006; Rede Globo)
- Páginas de la vida (2006; Rede Globo)
- Os Aspones (2005; Rede Globo)
- A Grande Família (2003; Rede Globo)
- O Clone (2001; Rede Globo)[9]

### Cine
- Os Restos do Antonio (2009) - Creuza

### Teatro
- Domésticas[10] (2012)
- O Piano (2006)
- Meninos do Mangue (2005)
- Amigos da Vã (2005)
- Vim Avisar que Você Morreu (2005)
- Atendimento (2005)
- Deixe o Mundo Girar (2004)
- Grace Kelly Vai Debutar (2004)
- Viva Lamour (2003)
- Os Sete Gatinhos (2002)
- O tecido Mau-Dito  (2002)
- Vivendo Brecht ontem, hoje amanha A Z (2001)
- A Metamorfose (2001)
- É Por Isso Que Todo Adulto É Neurótico (2000)